# Alejandro Rivero López
Alejandro Rivero López (Guadalajara, Jalisco; 14 de enero de 2000) es un futbolista mexicano, juega como delantero y su equipo actual es el Tepatitlán de la Liga de Expansión MX.

## Trayectoria
Formación en Club Deportivo Guadalajara
Formado de la Chivas estuvo por 4 años, jugando un total de 6 partidos aunque en ninguno de estos partidos anotaría gol.

### Querétaro Fútbol Club
Después de estar 4 años en las Chivas llegaría a la sub-20 de los Gallos en 2019
Aunque lograría debutar el 8 de mayo de 2021 ante Santos Laguna.

### Tecos Fútbol Club
En 2023 llegó a Tecos aunque solo estuvo 6 meses con el club.

### Tepatitlán Fútbol Club
El 22 de junio de 2023 se anuncia su llegada a Tepatitlán FC.